# Trimeresurus vogeli
Trimeresurus vogeli là một loài rắn trong họ Rắn lục. Loài này được David Vidal & Pauwels mô tả khoa học đầu tiên năm 2001.

## Hình ảnh

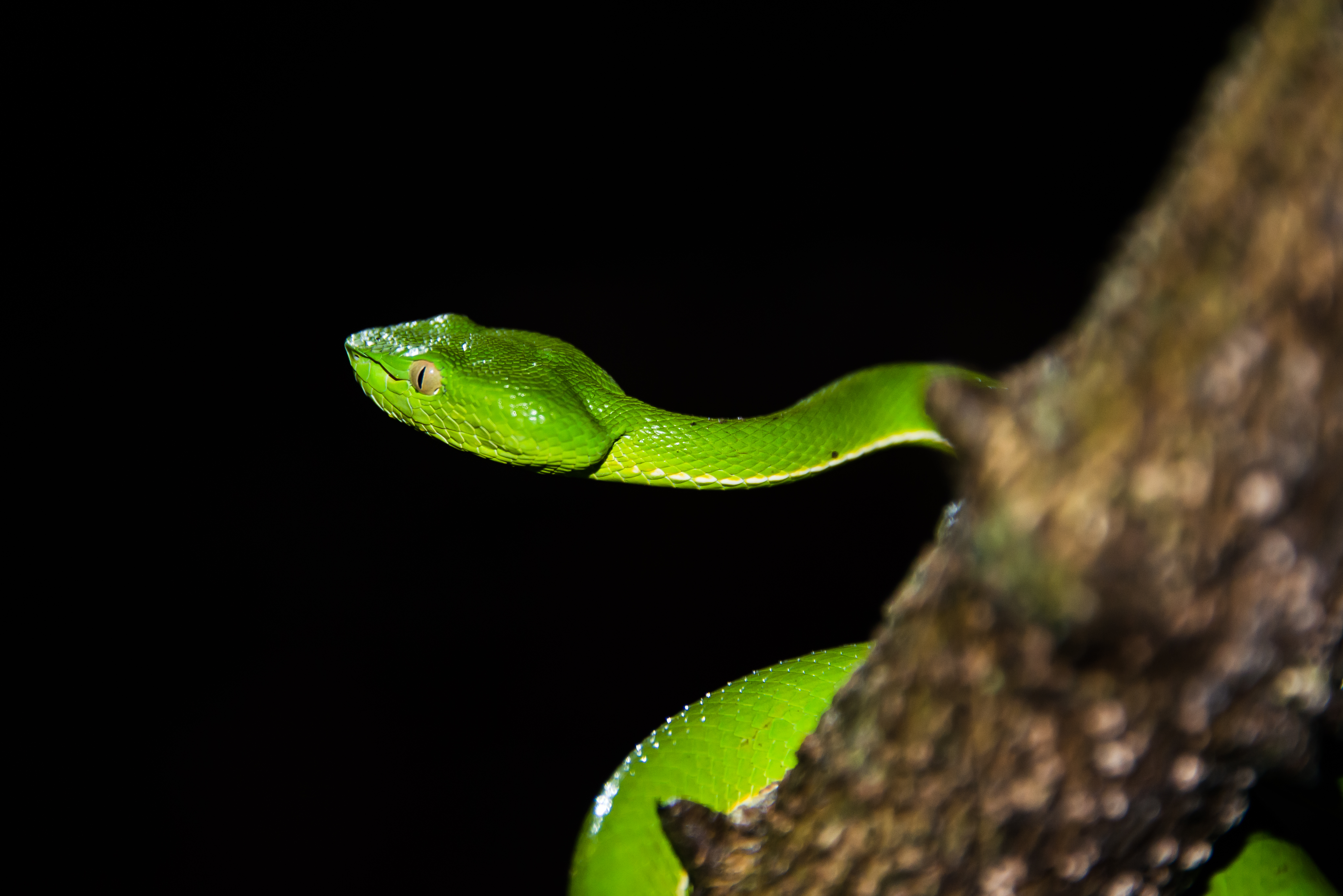
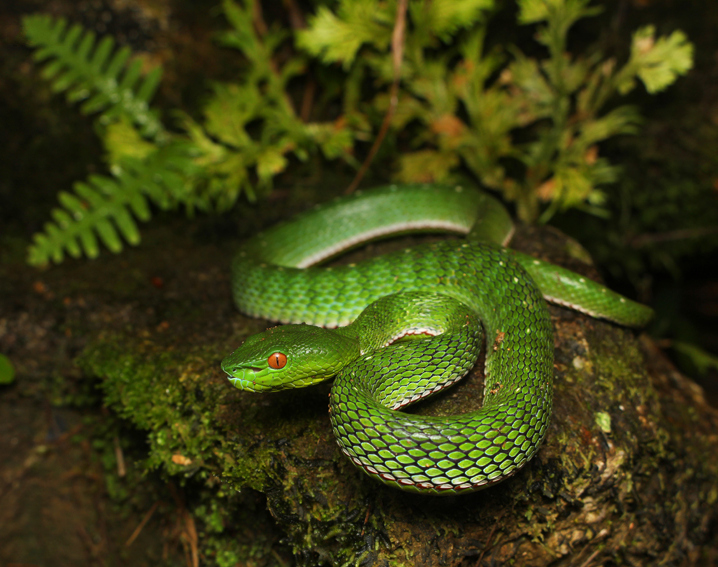